# Liste überkonfessioneller theologischer Hochschulen
Dies ist eine Liste überkonfessioneller theologischer Hochschulen (engl. interdenominational theological college). Sie erhebt keinen Anspruch auf Aktualität oder Vollständigkeit.

## Liste
- Hartford Seminary in Hartford, Connecticut, Vereinigte Staaten
- Staatsunabhängige Theologische Hochschule Basel (STH Basel) in Riehen bei Basel, Schweiz
- St John's College, Nottingham, gegründet als London College of Divinity,  eine anglikanische und überkonfessionelle theologische Hochschule in Bramcote, Nottingham, England, Vereinigtes Königreich
- Andhra Christian Theological College, Hyderabad, Indien